# Gustaw Przeczek
Gustaw Przeczek (ur. 30 maja 1913, zm. 21 lutego 1974) – polski pisarz, poeta, nauczyciel i działacz na terenie Zaolzia.

## Życiorys
Urodzony w dużej górniczej rodzinie, w miejscowości Orłowa, położonej na Śląsku Cieszyńskim. Uczęszczał do szkół w Orłowej oraz Łazach, a od 1933 do seminarium nauczycielskiego w Ostrawie. W kolejnych latach pracował jako nauczyciel w polskich szkołach w Bystrzycy oraz Łazach. W czasie II wojny światowej został zatrzymany podczas masowych aresztowań polskiej inteligencji i trafił do nazistowskich obozów koncentracyjnych. W latach 1940–1945 był więziony w Dachau i Mauthausen-Gusen. W tym ostatnim pracował w kamieniołomach Gusen i Kastenhofen przy wydobyciu granitu.
Po wojnie kierował polską szkołą w Orłowej, a w latach 1951–1970 był dyrektorem polskiej szkoły podstawowej w Trzyńcu. Przeczek sympatyzował z komunistami i w latach 1954–1960 był członkiem Zgromadzenia Narodowego Czechosłowacji z ramienia Partii Komunistycznej. Był członkiem Komisji Kultury. Działał w kilku organizacjach kulturalnych i literackich, zwłaszcza w  Polskim Związku Kulturalno-Oświatowym, w sekcji literacko-artystycznej. Przeczek wydawał również polskie czasopisma dla dzieci "Jutrzenka" i "Ogniwo" oraz napisał kilka podręczników dla polskich szkół w Czechosłowacji. Był również członkiem polskiego komitetu redakcyjnego wydawnictwa Profil w Ostrawie.

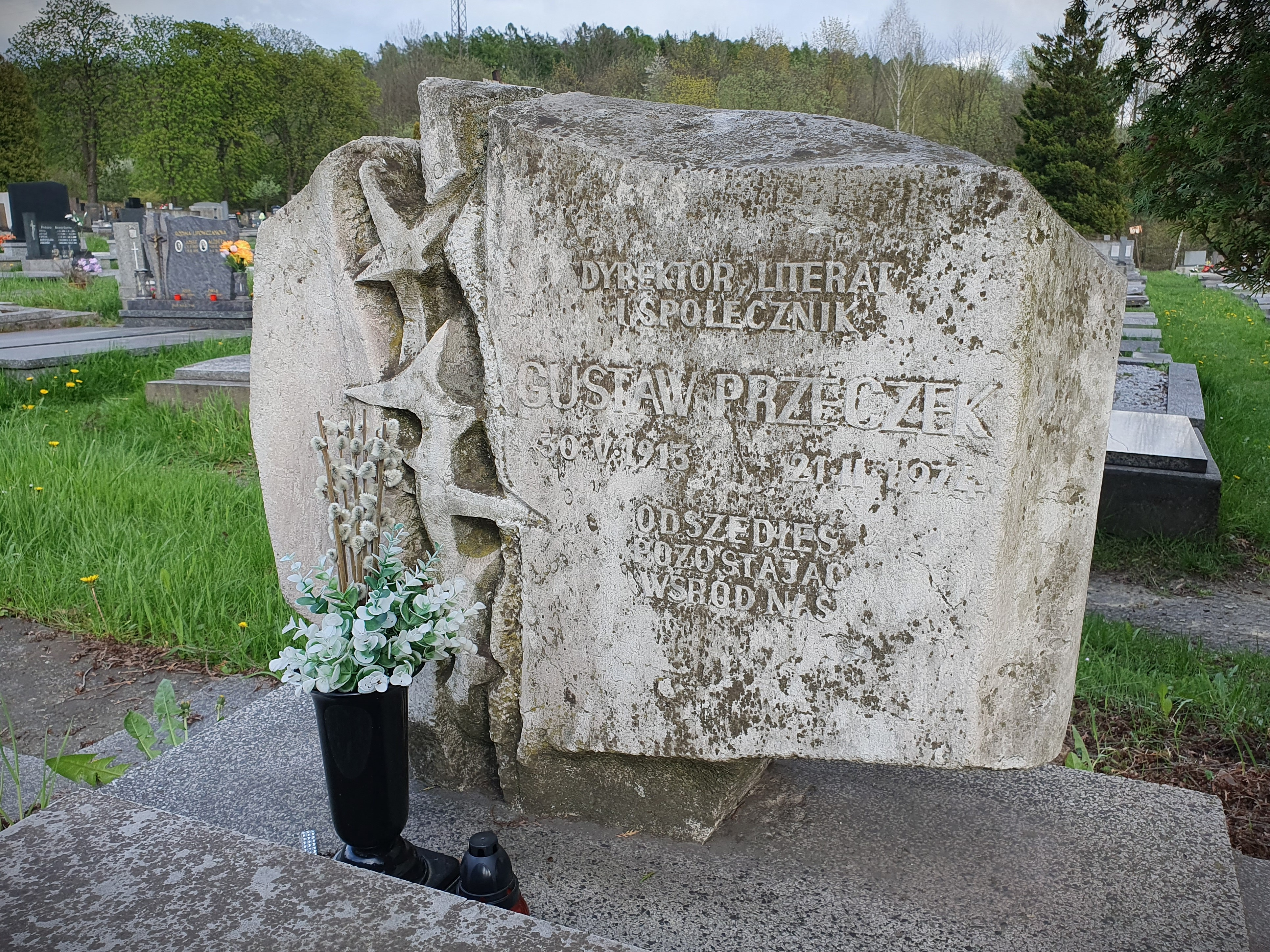
Grób Przeczka w Trzyńcu

Przeczek pisał poezję, prozę, a także sztuki. Jego twórczość literacka była silnie naznaczona doświadczeniami obozowymi. W KL Gusen I Przeczek poznał wielu poetów: Konstantego Ćwierka, Mieczysława Paszkiewicza, Grzegorza Timofiejewa, Zdzisława Wróblewskiego oraz Raimunda Habřina. Ich utwory były rozpowszechniane wśród więźniów i recytowane. Przepisywano je na papierze pozyskiwanym z worków po cemencie. Pierwsze prace Przeczka, po jego wyjściu na wolność, koncentrowały się na opisywaniu życia w obozie koncentracyjnym. W 1946 wydał zbiór poezji obozowych Serce na kolczastych drutach. W 1948 wydano książkę ze wspomnieniami obozowymi Kamienna Golgota.
Gustaw Przeczek zmarł 21 lutego 1974 w szpitalu w Hradcu Králové podczas operacji serca i został pochowany w miejscowości Trzyniec.
Jego imieniem nazwano polską szkołę podstawową w Trzyńcu.

## Twórczość
- Serce na kolczastych drutach (1946) – zbiór wierszy
- Złota wolność (1947) – sztuka
- Kamienna Golgota (1948)
- Ondraszek (1948) – sztuka
- Powiew wolności (1948) – sztuka
- Drogi i ścieżki (1958) – zbiór poezji
- Tędy szła śmierć (1969) – powieść
- Odnajdywanie siebie (1976) – zbiór opowiadań